# Żabi Szczyt Wyżni
Żabi Szczyt Wyżni (niem. Große Froschspitze, słow. Vyšný Žabí štít, węg. Nagy-Békás-csúcs, 2259 m) – szczyt w bezpośrednim pobliżu Żabiej Grani w Tatr Wysokich. W grani tej znajduje się Wyżnia Spadowa Przełączka (ok. 2235 m), jedyna tatrzańska przełęcz zwornikowa. Sam wierzchołek Żabiego Szczytu Wyżniego wznosi się już poza Granią Żabiego, tuż po północno-wschodniej stronie Wyżniej Spadowej Przełączki. W szerokim ujęciu jednak jego masyw ograniczają trzy przełęcze:
- Ciężka Przełączka oddzielająca go od Niżnich Rysów,
- Białczańska Przełęcz Wyżnia oddzielająca go od Żabiego Mnicha,
- Młynarzowa Przełęcz oddzielająca go od masywu Młynarza[3].

W opisanym powyżej ujęciu Żabi Szczyt Wyżni jest najwyższym wzniesieniem w Żabiej Grani (Grani Żabiego) i wznosi się nad trzema dolinami:
- od zachodu nad Czarnostawiańskim Kotłem w Dolinie Rybiego Potoku,
- od północy nad Doliną Żabich Stawów Białczańskich,
- od południowego wschodu nad Dolinką Spadową[3].

Sam wierzchołek Żabiego Szczytu Wyżniego wznosi się tylko nad dwoma dolinami (Dolinką Spadową i Doliną Żabich Stawów). Biegnie nim granica polsko-słowacka. Z Doliny Żabich Stawów Białczańskich jest widoczny jako skalna piramida, zaś z okolic Czarnego Stawu nie jest pokaźny. Masyw jest trochę cofnięty w kierunku wschodnim, dlatego nie jest widoczny znad Morskiego Oka. Widok ze szczytu jest mocno ograniczony przez Niżnie Rysy, jednak rozleglejszy niż z innych szczytów Żabiej Grani.
Nazwa szczytu, podobnie jak wielu innych obiektów w Żabiej Grani, pochodzi od nazwy „Żabie”, którą określano ogólnie obszar po wschodniej stronie Rybiego Potoku wraz z całą Doliną Żabich Stawów Białczańskich.

## Taternictwo
Najłatwiejsze drogi na Żabi Szczyt Wyżni są stosunkowo proste, nie prowadzi tu jednak żaden szlak turystyczny. Drogi wspinaczkowe o większym znaczeniu znajdują się na północnej ścianie opadającej do słowackiej Doliny Żabich Stawów. Obecnie jest to teren ochrony ścisłej zamknięty dla turystów i taterników. Ściana ma wysokość dochodzącą do 500 m, wszystkie drogi wspinaczkowe pomijają jednak jej niższą, łatwiejszą część i zaczynają się wyżej (ich wysokość wynosi około 250 m). Władysław Cywiński w 7 tomie przewodnika wspinaczkowego opisuje następujące drogi:
1. Droga Świerza (prawą częścią ściany); III w skali tatrzańskiej, czas przejścia 1 godz. 30 min
2. Droga Orłowskiego (środkową częścią ściany); V, 5 godz.
3. Droga Ścibielskiego (środkową częścią ściany); V-, 5 godz.
4. Skaleniowe zacięcie; V-, 5 godz.
5. Droga Stanisławskiego (ukosem przez ścianę); III, 4 godz.
6. Lewą częścią ściany; VI, 5 godz.
7. Północno-wschodnim filarem; IV lub V, 2–3 godz.
8. Przez depresję Żabiej Przehyby i górną część północno-wschodniego filara; IV, 4 godz.
9. Wprost z Żabiej Przehyby; IV+, 1 godz[3].

Taternicy wyróżnili w północnej ścianie szczytu następujące formacje skalne: Taras Świerza, Taras Orłowskiego, Filar Grońskiego, i Żleb Stanisławskiego.

## Historia zdobycia
Pierwsze odnotowane wejście na Żabi Szczyt Wyżni miało miejsce:
- latem – Janusz Chmielowski, Károly Jordán, Adam Kroebl, Stanisław Krygowski, Tadeusz Łopuszański i przewodnicy Jakub Bachleda, Klemens Bachleda, Jan Karpiel, Jędrzej Marusarz Jarząbek, Jan Stopka Ceberniak młodszy, 26 lipca 1905 r.
- zimą – Stefan Bernadzikiewicz, Zbigniew Gieysztor, Antoni Kenar, Wiesław Stanisławski, 14 kwietnia 1930 r.[2]

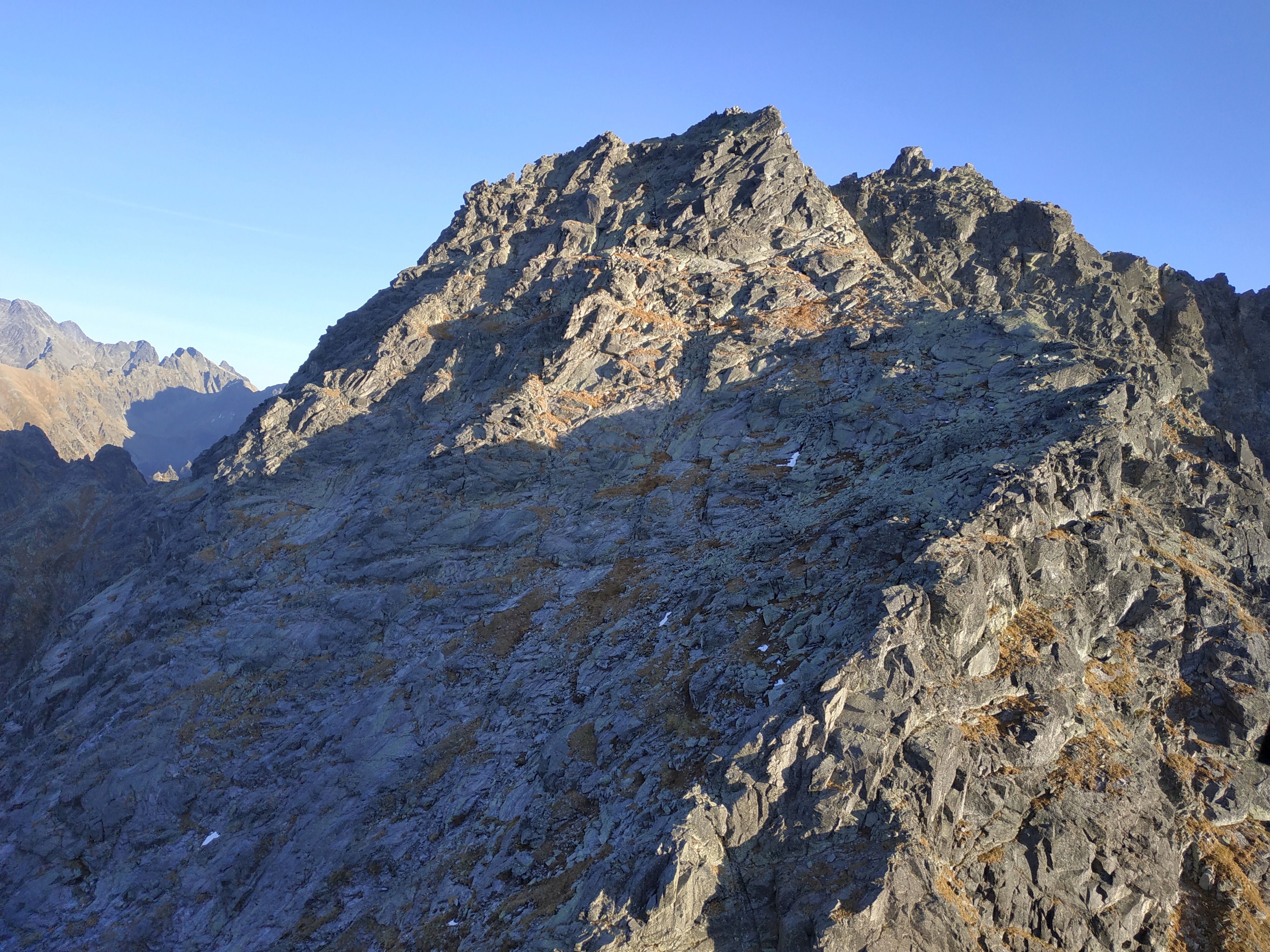
Widok z Żabiego Mnicha
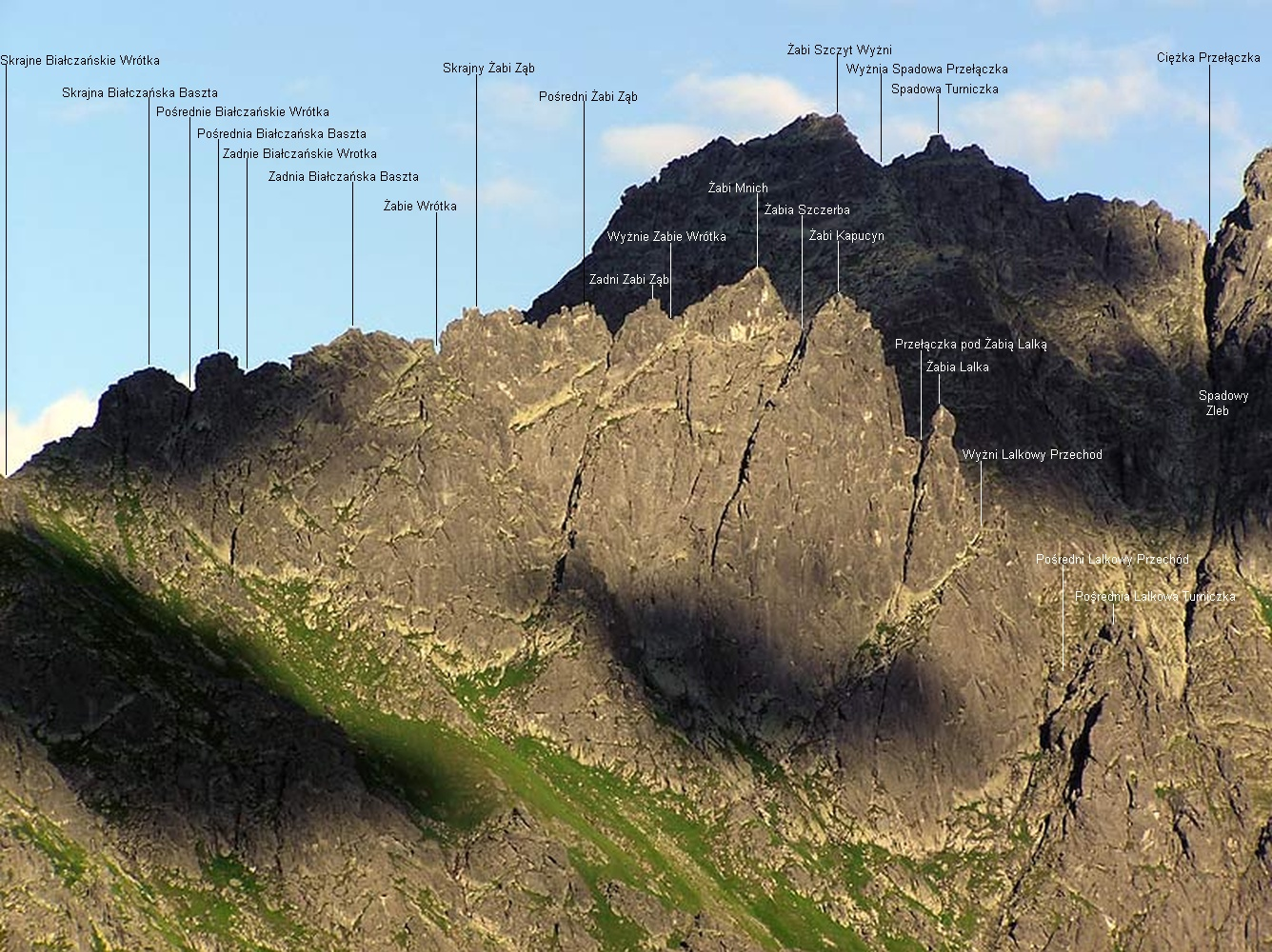
Widok od zachodu
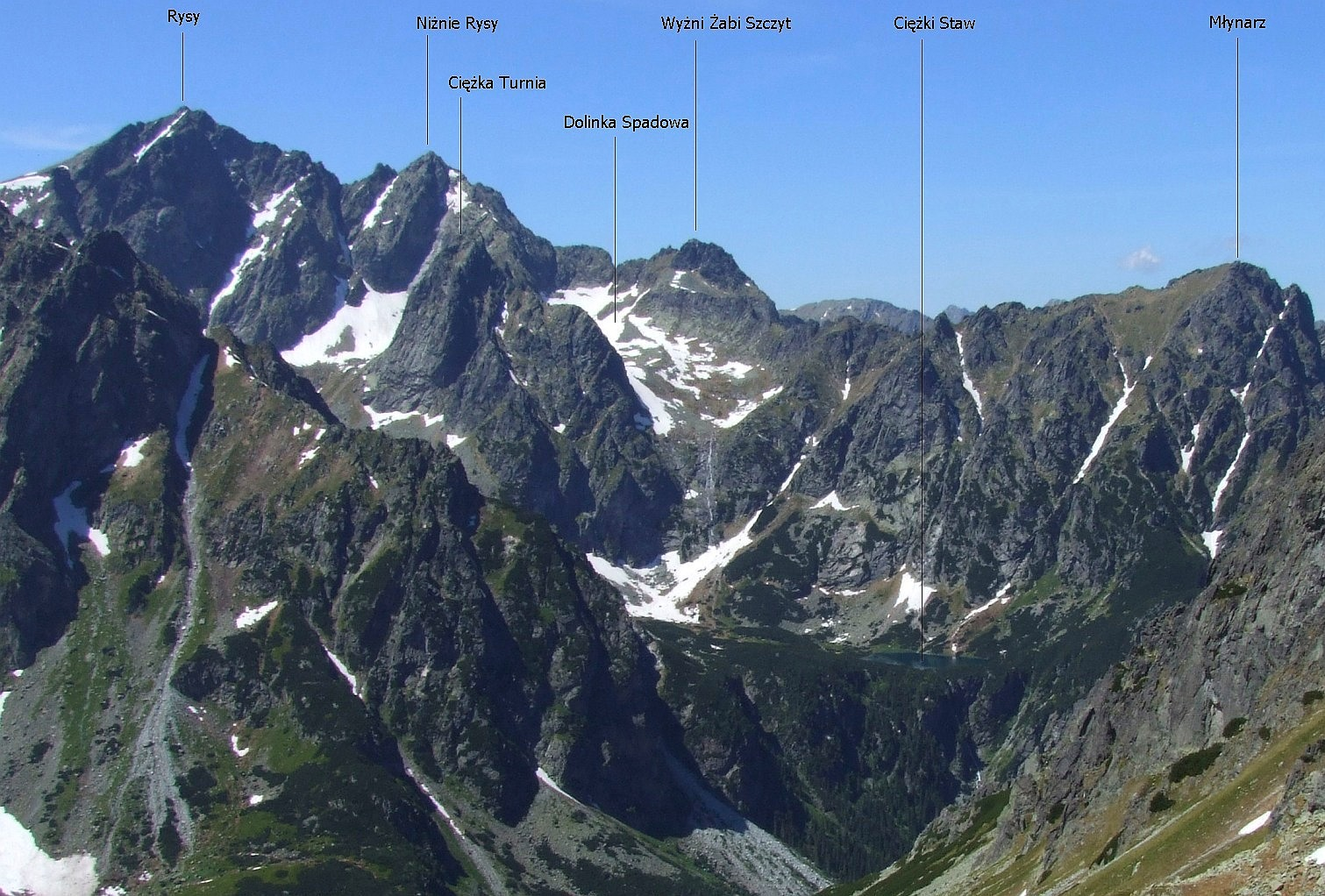
Widok z Doliny Litworowej
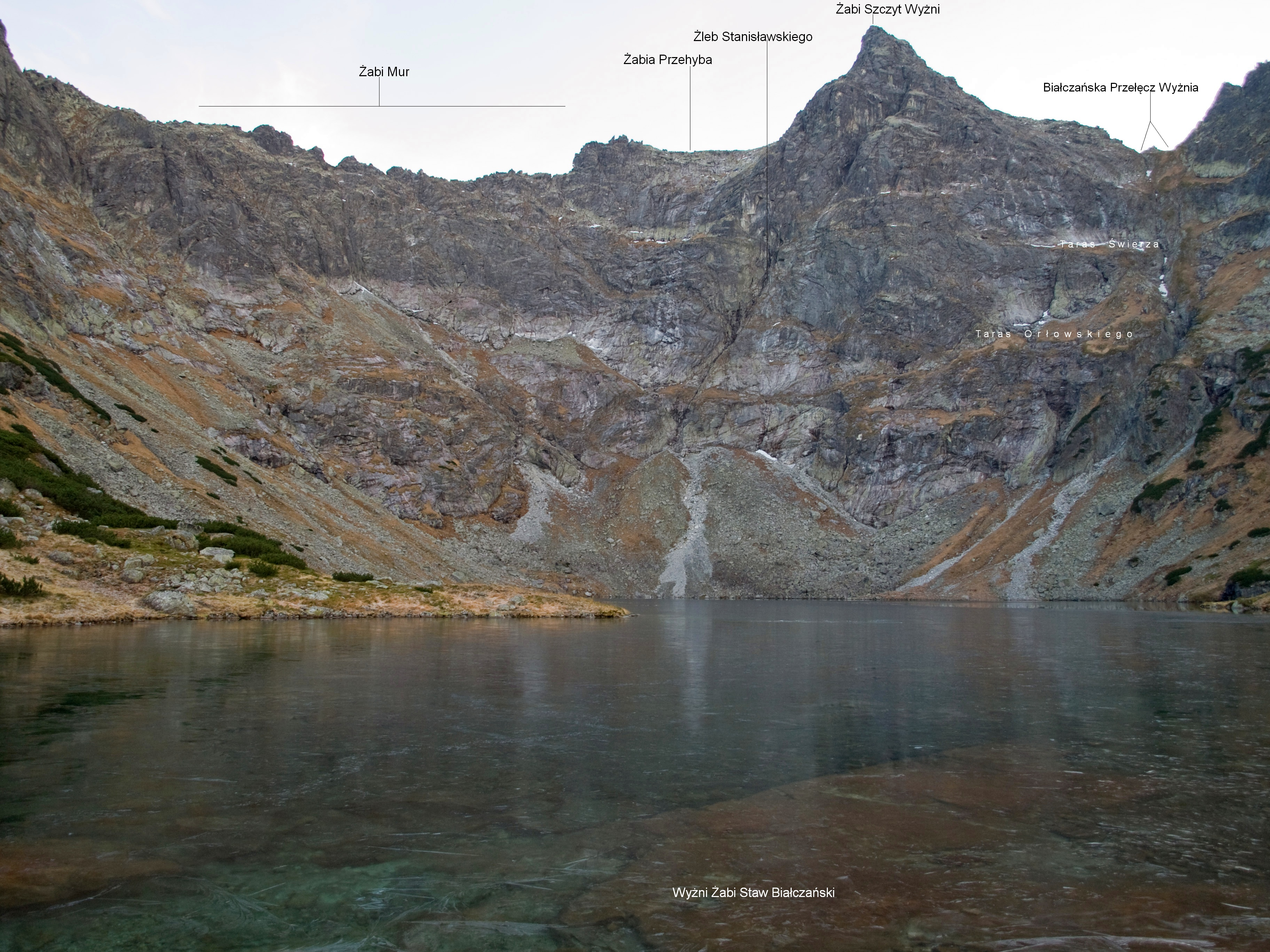
Widok znad Wyżniego Żabiego Stawu
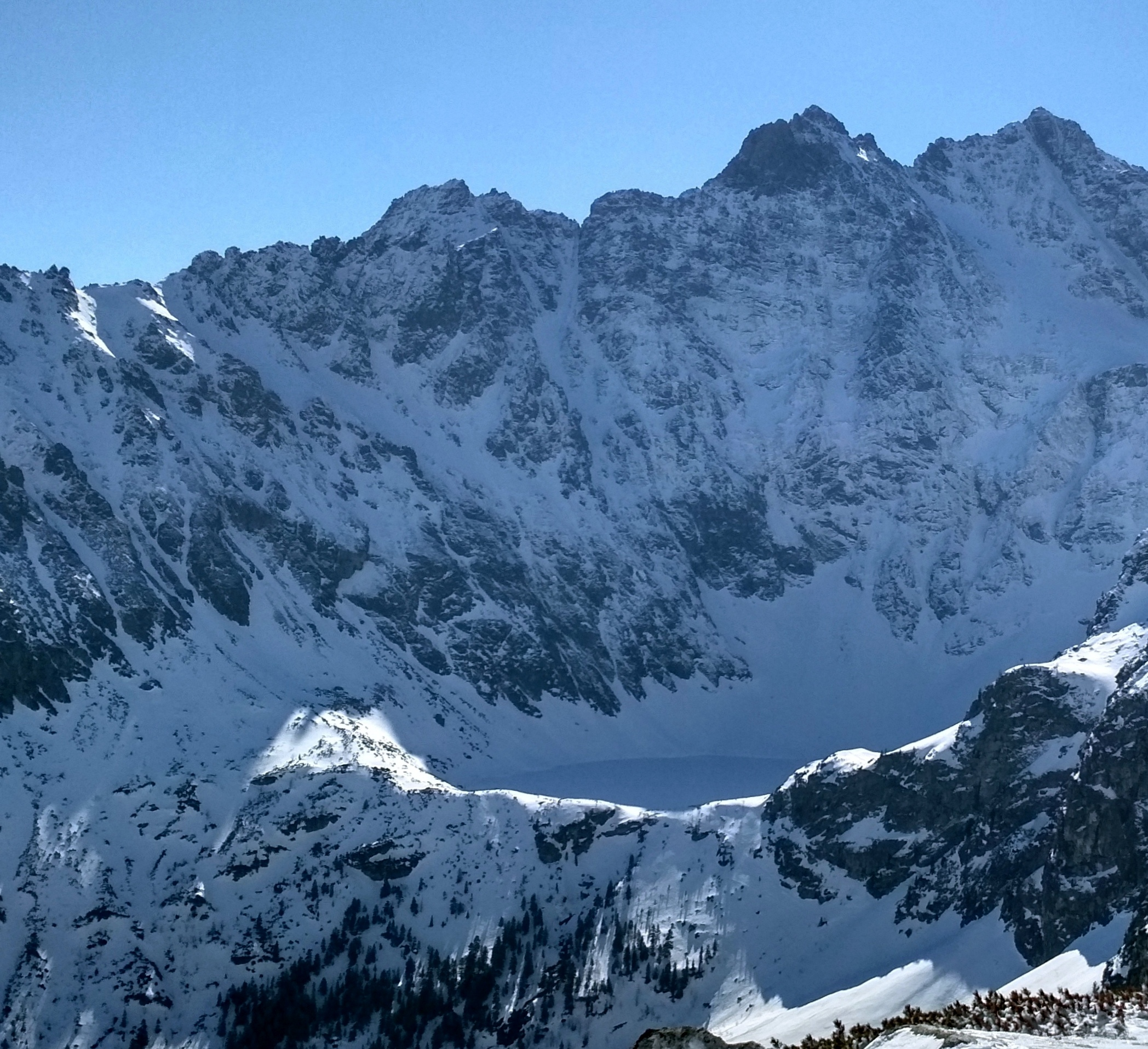
Widok z Mięguszowieckich szczytów
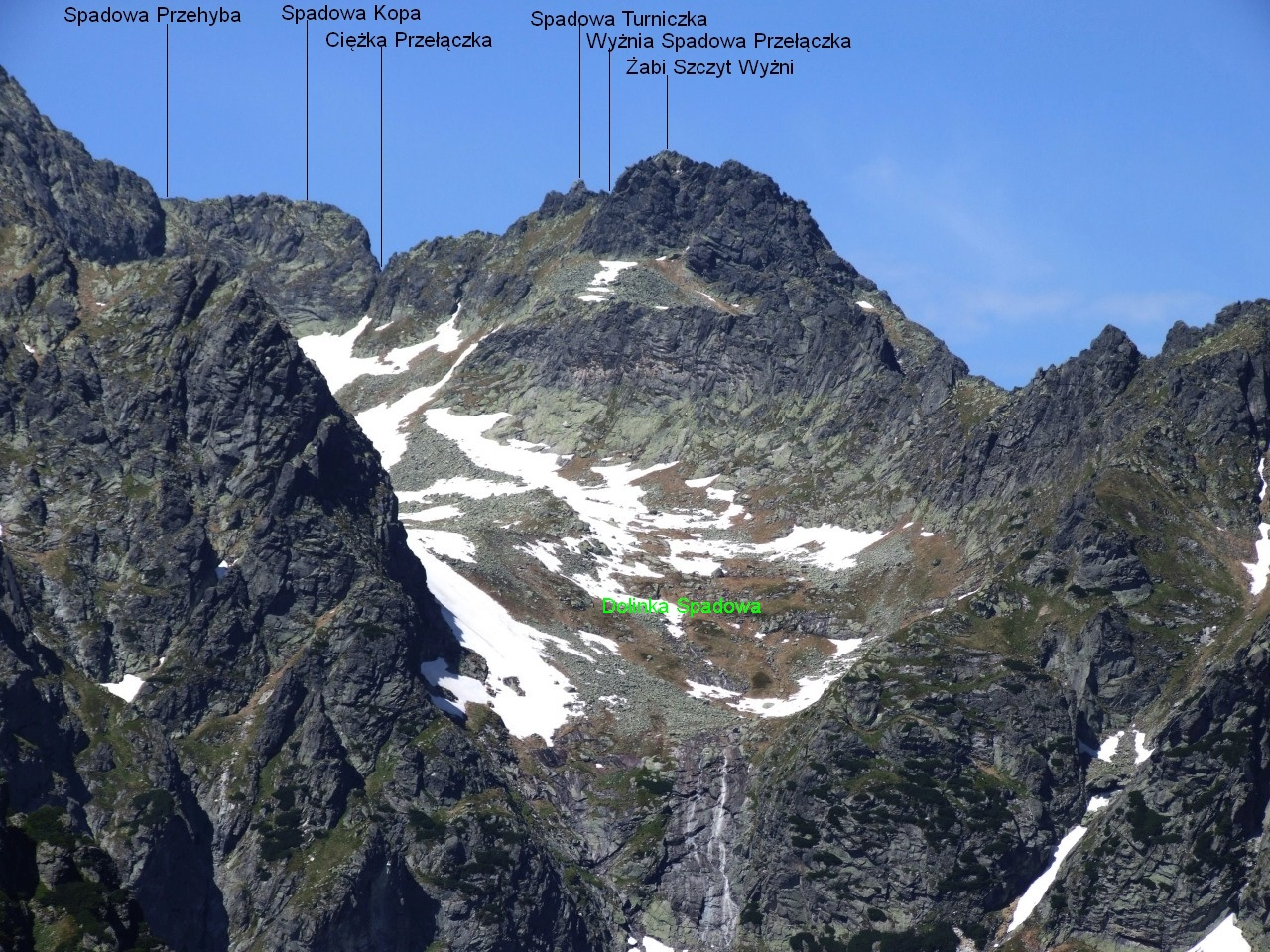
Widok z Doliny Białej Wody